# 钛酸钙
钛酸钙，又称三氧化钛钙，是化学式为CaTiO3的无机化合物。作为矿物它被称为鈣鈦礦（perovskite），其以之后的俄国化学家L. A. Perovski（1792-1856）命名。其为无色的抗磁性固体，而矿物由于掺有杂质而通常呈彩色。

## 合成
CaTiO3可以由氧化钙和二氧化钛在超过1300℃下进行合成。使用溶胶－凝胶法可以制成更纯净的产物，同时还能降低反应所需温度。由于是溶胶－凝胶过程中的粉状体，该化合物可以进一步压缩，并达到它的计算密度（约4.04 g/ml）。

## 结构
人们可得到钛酸钙的斜方晶体，其中特别是钙钛矿型结构。在该基元中，钛（IV）占据八面体的中心，Ca2+位于12个氧原子笼的中心。许多有用的材质也用了相关结构（如钛酸钡）或其变形（如钇钡铜氧化物）。

## 应用
除了和其他几个物质作为钛的矿石外，钛酸钙的价值相对不大。将其还原可得到钛金属或钛铁合金。